# Sylvester Graham
Sylvester Graham (Suffield, 5 luglio 1794 – Northampton, 11 settembre 1851) è stato un riformatore del regime dietetico.
Fu tra i primi sostenitori della riforma dietetica negli USA e particolarmente noto per l'importanza che egli dava al vegetarianesimo, all'Igienismo e al movimento per la temperanza, come pure alle consuetudini dietetiche.

## Biografia
Diciassettesimo figlio del reverendo John Graham, nel 1826 Sylvester prese  gli ordini religiosi presbiteriani. Nel 1823 entrava nell'Amherst College, ma non si laureò.
Nel 1829 inventò il pane Graham, la cui ricetta apparve sul The New Hydropathic Cookbook (New York, 1855), in base alla quale il pane si dimostrava essere fatto con farina non setacciata senza additivi chimici quali allume e cloro i quali, affermava Graham, lo rendevano insano. L'uso di additivi aggiunti dai panettieri era una pratica comune durante la rivoluzione industriale onde poter rendere il pane di colore più bianco e commercialmente più attraente. Il pane di frumento più scuro era considerato cibo per rozzi contadini. Il pane "raffinato" rappresentava uno status symbol della classe media per "purezza e raffinazione" e per colore, ed era comprato invece che fatto in casa. Graham credeva che il pane sodo fatto di farina integrale grossolana fosse molto più nutriente e salutare.
Graham traeva inoltre ispirazione dal movimento per la temperanza, predicando una dieta vegetariana quale cura per l'alcolismo e, cosa molto più importante, per gli impulsi sessuali. La nota che ricorreva più di frequente nei suoi insegnamenti era la repressione della lussuria. Mentre l'alcool aveva qualità medicinali utili, doveva tuttavia essere bevuto in dosi moderate. Per Graham, una dieta insalubre stimolava eccessivamente il desiderio sessuale, irritando così il corpo e provocando la malattia. Mentre Graham sviluppava un significativo numero di seguaci, noti come grahamiti, allo stesso tempo veniva ridicolizzato dai media e dall'opinione pubblica per il suo indefesso fanatismo. Secondo notizie apparse sui giornali dell'epoca, molte donne svenivano alle sue assemblee allorché spifferava sulle relazioni sessuali e sull'uso dei corsetti.
Nel 1837 aveva difficoltà a trovare un luogo a Boston in cui predicare a causa delle minacciose sommosse di macellai e panettieri. Nel 1850 contribuì a fondare la Società Vegetariana Americana  modellata su un'organizzazione similare istituita in Gran Bretagna. Morì l'anno successivo, all'età di 57 anni, nella sua casa a Northampton (Massachusetts), dove adesso c'è un ristorante che porta il suo nome. Graham ha influenzato personaggi importanti statunitensi, tra cui Horace Greeley e John Harvey Kellogg del celebre sanatorio di Battle Creek.
Dei suoi numerosi scritti, il più noto era Lectures on the Science of Human Life ("Lezioni sulla scienza della vita umana"), di cui vennero stampate molte edizioni in due volumi negli Stati Uniti, diffuse ampiamente anche in Inghilterra, e Lectures to Young Men on Chastity ("Lezioni ai giovani sulla castità").
Oggi, Graham è meglio noto come padre dei cracker Graham.

## Grahamiti
I grahamiti, come venivano chiamati i seguaci di Graham, accettavano l'insegnamento del loro mentore in merito a tutti gli aspetti dello stile di vita e, in quanto tali, praticavano l'astinenza dall'alcol, usavano fare bagni frequenti e pulirsi quotidianamente i denti, dedicandosi al vegetarianesimo e a uno stile di vita morigerato. Graham era inoltre fautore dell'astinenza sessuale, specialmente della masturbazione, da lui considerata come un male che conduce inevitabilmente alla follia. Egli avvertiva che ogni eccitamento era insalubre e le spezie erano tra gli ingredienti proibiti nella sua dieta. Di conseguenza le sue prescrizioni dietetiche erano inevitabilmente insipide, portando così i grahamiti a consumare una grande quantità di crackers, creati proprio dallo stesso Graham. Il pane bianco era tuttavia fortemente condannato da Graham e dai suoi seguaci, in quanto essenzialmente privo di nutrimento, affermazione questa da allora in poi sempre ripetuta dai nutrizionisti.  Alcuni grahamiti rimasero sfiduciati allorché il loro mentore morì all'età di 57 anni. Oltre ai crackers, il maggiore contributo dato dai grahamiti alla cultura americana è stato forse la loro insistenza sulla frequenza dei bagni. Tuttavia le dottrine di Graham trovarono più tardi seguaci in persone come il medico John Harvey Kellogg e suo fratello Will Keith Kellogg. La loro invenzione dei corn flakes rappresentava una logica estensione dell'approccio grahamita alla nutrizione.
Il grahamismo influì sul movimento vegan. Sylvester Graham si focalizzò sulla carne e il latte che pensava fossero la causa di ogni impulso sessuale, asserendo infatti che le sostanze animali producono lussuria. Il grahamismo perciò rifiutava la carne, i prodotti di origine animale e l'alcool onde poter sviluppare una mente e un corpo più puro.
Abbastanza popolare negli anni 1860-1890, il grahamismo perse rapidamente slancio e adesso viene ricordato perlopiù per i suoi crackers, sebbene questi graham crackers non somiglino al pane che mangiava Graham.

## Dieta di Graham
Intorno al 1829, Graham creò la dieta di Graham, costituita principalmente di frutta fresca e verdure, farina integrale e cibi ricche di fibre, escludendo completamente carne e spezie (vedi vegetarianesimo). Erano permesse in quantità moderata latte fresco, formaggio e uova, mentre il burro era di solito usato "molto parsimoniosamente".
Graham credeva che, aderendo alla dieta, le persone potessero premunirsi dai pensieri impuri e di conseguenza venisse loro bloccata, tra le altre cose, la pratica della masturbazione (che Graham pensava fosse un catalizzatore per la cecità). Fu uno scrittore e oratore prolifico della sua causa, opponendosi rigorosamente alle "cattive abitudini" del corpo e della mente. Durante il decennio 1830-1840, la dieta ebbe un riscontro moderato da parte della fazione puritana americana, dimodoché a un certo punto venne rigidamente imposta agli studenti dell'Oberlin College da parte di David Campbell (uno dei discepoli di Graham). Durante il periodo in cui venne imposta, alcuni studenti ribelli mangiarono fuori dal college, arrivando a sparare ad un professore solo per essersi rifiutato di consegnare il suo pepe, usato per i suoi pasti. L'imposizione della dieta alla fine venne rimossa dal college nel 1841 in seguito a pubblica protesta.
I graham cracker, inventati da Graham come apportatori di fibre per la dieta, alla fine diventano parte della cucina statunitense.